# La torre/Le reazioni
La torre/Le reazioni è il terzo singolo del cantautore italiano Franco Battiato, pubblicato in Italia nel 1967 dalla Jolly.

## Descrizione
La torre venne cantata da Battiato durante la sua prima esibizione televisiva, il 1º maggio 1967 nel programma Diamoci del tu, condotto da Giorgio Gaber e Caterina Caselli. In questa occasione la canzone aveva un testo diverso e più aggressivo rispetto a quello successivamente pubblicato su 45 giri.
I due brani del singolo rappresentano l'esordio di Battiato come compositore e autore dei testi, anche se vengono firmati da due prestanome, in quanto all'epoca non era ancora registrato alla SIAE.
Anni dopo Battiato citerà questo suo esordio nell'album L'arca di Noè, incidendo una nuova canzone dal titolo La torre che riprende le tematiche dell'originale.
Il disco è stato ristampato nel 2015, insieme al secondo e ultimo singolo di Battiato per la Jolly, Il mondo va così/Triste come me, e pubblicato nel cofanetto Franco Battiato - The Jolly Story 1967.

## Tracce
Testi di Luciana Medini, musiche di Guido Lamorgese.
1. La torre – 3:17
2. Le reazioni – 2:24

Durata totale: 5:41